# Ciclismo en los Juegos Olímpicos de Río de Janeiro 2016 – BMX femenino
El evento de BMX Femenino de Ciclismo en los Juegos Olímpicos de Río de Janeiro 2016 tuvo lugar el 17 al 19 de agosto en el Centro Olímpico de BMX.

## Horario
Todos los horarios están en UTC tiempo de Brasil (-4 GMT)
| Fecha                           | Tiempo | Ronda               |
| ------------------------------- | ------ | ------------------- |
| Miércoles, 17 de agosto de 2016 | 13:30  | Clasificaciones     |
| Viernes, 19 de agosto de 2016   | 13:30  | Semifinales y final |

## Resultados
| Rank | Nombre                     | Tiempo | Notas |
| ---- | -------------------------- | ------ | ----- |
| 1    | Mariana Pajón (COL)        | 34.508 |       |
| 2    | Caroline Buchanan (AUS)    | 34.752 |       |
| 3    | Laura Smulders (NED)       | 35.114 |       |
| 4    | Stefany Hernandez (VEN)    | 35.202 |       |
| 5    | Simone Christensen (DEN)   | 35.251 |       |
| 6    | Elke Vanhoof (BEL)         | 35.325 |       |
| 7    | Brooke Crain (USA)         | 35.345 |       |
| 8    | Alise Post (USA)           | 35.509 |       |
| 9    | Merle van Benthem (NED)    | 35.644 |       |
| 10   | Lauren Reynolds (AUS)      | 35.666 |       |
| 11   | Yaroslava Bondarenko (RUS) | 35.682 |       |
| 12   | Manon Valentino (FRA)      | 36.377 |       |
| 13   | Amanda Carr (THA)          | 36.464 |       |
| 14   | Nadja Pries (GER)          | 37.152 |       |
| 15   | Priscilla Carnaval (BRA)   | 37.534 |       |
| 16   | Gabriela Díaz (ARG)        | 40.073 |       |

### Semifinales

#### Semifinal 1
| Rank | Nombre                   | 1 carrera  | 2 carrera    | 3 carrera    | Total | Notas |
| ---- | ------------------------ | ---------- | ------------ | ------------ | ----- | ----- |
| 1    | Mariana Pajón (COL)      | 34.642 (1) | 35.098 (1)   | 34.479 (1)   | 3     | Q     |
| 2    | Alise Post (USA)         | 35.480 (3) | 35.117 (2)   | 35.417 (3)   | 8     | Q     |
| 3    | Stefany Hernandez (VEN)  | 35.282 (2) | 52.695 (7)   | 34.912 (2)   | 11    | Q     |
| 4    | Manon Valentino (FRA)    | 36.226 (5) | 35.448 (3)   | 35.744 (4)   | 12    | Q     |
| 5    | Gabriela Díaz (ARG)      | 39.669 (8) | 38.965 (4)   | 38.625 (5)   | 17    |       |
| 6    | Amanda Carr (THA)        | 36.869 (6) | 39.782 (5)   | 43.217 (7)   | 18    |       |
| 7    | Simone Christensen (DEN) | 35.631 (4) | 48.134 (6)   | 1:21.312 (8) | 18    |       |
| 8    | Merle van Benthem (NED)  | 37.378 (7) | 1:47.817 (8) | 39.990 (6)   | 21    |       |

#### Semifinal 2
| Rank | Nombre                     | 1 carrera  | 2 carrera  | 3 carrera    | Total | Notas |
| ---- | -------------------------- | ---------- | ---------- | ------------ | ----- | ----- |
| 1    | Laura Smulders (NED)       | 34.938 (2) | 34.670 (1) | 34.670 (1)   | 4     | Q     |
| 2    | Brooke Crain (USA)         | 35.095 (3) | 35.405 (2) | 34.891 (2)   | 7     | Q     |
| 3    | Elke Vanhoof (BEL)         | 35.350 (4) | 36.834 (6) | 35.570 (3)   | 13    | Q     |
| 4    | Yaroslava Bondarenko (RUS) | 35.800 (5) | 35.310 (3) | 36.126 (5)   | 13    | Q     |
| 5    | Caroline Buchanan (AUS)    | 34.523 (1) | 35.405 (4) | 1:21.586 (8) | 13    |       |
| 6    | Lauren Reynolds (AUS)      | 35.800 (6) | 53.373 (7) | 36.017 (4)   | 17    |       |
| 7    | Nadja Pries (GER)          | 36.864 (7) | 36.683 (5) | 38.540 (7)   | 19    |       |
| 8    | Priscilla Carnaval (BRA)   | 36.949 (8) | 54.183 (8) | 38.210 (6)   | 22    |       |

### Final
| Rank              | Nombre                     | Tiempo   |
| ----------------- | -------------------------- | -------- |
| Medalla de oro    | Mariana Pajón (COL)        | 34.093   |
| Medalla de plata  | Alise Post (USA)           | 34.435   |
| Medalla de bronce | Stefany Hernandez (VEN)    | 34.755   |
| 4                 | Brooke Crain (USA)         | 35.520   |
| 5                 | Yaroslava Bondarenko (RUS) | 36.017   |
| 6                 | Elke Vanhoof (BEL)         | 39.538   |
| 7                 | Laura Smulders (NED)       | 1:52.235 |
| 8                 | Manon Valentino (FRA)      | 2:41.109 |

- Datos: Q25476761
- Multimedia: Cycling at the 2016 Summer Olympics – Women's BMX - August 17 / Q25476761